# Leucopsarion petersii
Leucopsarion petersii är en fiskart som beskrevs av Hilgendorf, 1880. Leucopsarion petersii ingår i släktet Leucopsarion och familjen smörbultsfiskar. Inga underarter finns listade i Catalogue of Life.